# Аллопо, Франсуа Анри
Франсуа Анри Аллопо (фр. François-Henri Hallopeau; 17 января 1842, Париж, Франция — 20 марта 1919, там же) — французский врач-дерматолог. Изучал медицину под руководством Альфреда Вульпиана и Сигизмунда Жакку.

## Биография
Родился 17 января 1842 года в Париже, Франция.
Работать врачом начал в 1866 году, на протяжении жизни работал в большом количестве больниц. В 1878 году стал доцентом медицинского факультета в Париже. Стал соучредителем и затем генеральным секретарём Французского Дерматологического общества, а в 1893 году стал членом Академии медицины.
Аллопо известен также тем, что ввёл в 1889 году медицинский термин «трихотилломания».
Умер 20 марта 1919 года в Париже.